# جيف خان
جيف خان (بالإنجليزية: Jeff Kahn)‏ هو رياضياتي أمريكي، ولد في 1950.